# حرية الدين في ماليزيا
يكفل الدستور الماليزي الحرية الدينية، إذ تنص المادة 11 على أن لكل شخص الحق في ممارسة الشعائر الدينية ونشرها (مع مراعاة القوانين المعمول بها والتي تقيد التبشير بالديانات الأخرى للمسلمين). وينص الدستور أيضاً على أن الإسلام هو دين البلاد، لكن يمكن للديانات الأخرى ممارسة شعائرها بسلام (المادة 3).
لا تزال الحرية الدينية في ماليزيا جدلية. فلم يحدد ما إذا كانت ماليزيا دولة إسلامية أم دولة علمانية.
..............
الكلام على ان هناك حرية دينية غير صحيح
لانه المسلمين الشيعة ممنوعين من اقامة الشعائر الدينية الخاصة بهم وهم ملاحقون بشكل دائم من قبل الحكومة 
وهم يتشهدون الشهادتين .
في حين ان من يعبدون الحيوانات والشيطان يمارسون دياناتهم بحرية تامة وبمساعدة من شرطة الطرق العامة .

## الديموغرافيا الدينية
يبلغ عدد سكان ماليزيا أكثر من 31 مليون نسمة وفقاُ لتعداد السكان عام 2010، 61.3% من السكان مسلمون، 19.8% بوذيون، 9.2% مسيحيون، 6.3% هندوس، 1.3% من الديانات الصينية التقليدية. وما تبقى يدينون بديانات أخرى بما في ذلك الإحيائية والدين الشعبي والسيخية والبهائية وغيرها من المعتقدات. لكن هذه الأرقام قد تكون مضللة لأن اعتناق الإسلام هو شرط لتكون من الملايو بالمعنى الوارد في الدستور الماليزي. بالإضافة إلى الصعوبات التي يواجهها المسلمون الراغبون بترك الإسلام.

## نطاق الشريعة الإسلامية في ماليزيا
لدى الدولة نظامان قانونيان، أحدهما علماني يستند إلى تشريعات مجلس النواب، أما الأخر فهو نظام الشريعة الإسلامية ويسري على المسلمين فقط، وغير المسلمين لا مكان لهم فيه.
عندما تؤثر قرارات محكمة الشريعة على غير المسلمين فيجوز لهم اللجوء إلى المحاكم العلمانية التي تلغي محاكم الشريعة نظرياً، إذ إن محاكم الشريعة محدودة في ولايتها القضائية بموجب المادة 121 من الدستور الاتحادي. لكن في عام 2006 حكم أحد القضاة بأن المادة 121 تنص على أن تقتصر المحاكم الفيدرالية على الأمور التي لا تمس الشؤون الإسلامية. اعتبر الكثيرون أن هذا خطأ في تفسير المادة وأصبحت القضية قيد الاستئناف.
يتم وضع قواعد الشريعة من قبل مختلف سلاطين الولايات. تاريخياً، كان للسلطان سلطة مطلقة على الولاية. قبل الاستقلال تمكن تونكو عبد الرحمن من إقناع السلاطين بالتنازل عن سلطات بعض الولايات للحكومة الفيدرالية. أحد شروط هذا الاتفاق هو حفاظ السلاطين على السلطة المطلقة للشريعة الإسلامية في ولاياتهم. كان الترتيب نفسه قائماً منذ فترة طويلة حتى أثناء الحكم الاستعماري البريطاني. في سلانغور، استهدف السلطان الأديان غير الإسلامية (السيطرة على التبشيرية بين المسلمين) فوقع عام 1988 على قانون يحرم غير المسلمين من استخدام كلمة «الله».
من الناحية الدستورية (في المادة 160 من دستور ماليزيا) أحد الاختبارات الأربعة للحصول على الامتيازات الممنوحة للماليزي الملايو هو أن يكون الفرد مسلماً. الأساس المنطقي لذلك هو أن الإسلام يعتبر جوهرياً للهوية العرقية الملاوية، والتي حكمت ثقافياً وتاريخياً من قبل حاكم مسلم. وشرط آخر هو أن المرء يجب أن يتبع ثقافة الملايو. ومن المثير للجدل أن أحكام المحاكم قد افترضت أن جميع الأعراق الماليزية يجب أن تستوفي تلقائياً هذا التعريف الدستوري للملايو الماليزي، وبالتالي يجب أن يكونوا مسلمين.
أعلن رئيس الوزراء آنذاك د.مهاتير بن محمد أن الدولة دولة إسلامية، لكن زعيم المعارضة ليم كيت سيانغ قال إن خطوة مهاتير بن محمد غير دستورية، فماليزيا دولة علمانية والإسلام هو الدين الرسمي فيها، لكن الحكومة الائتلافية برئاسة مهاتير في ذلك الوقت كانت تشغل أكثر من ثلثي مقاعد البرلمان وكان يلزمه ثلثا الأصوات من أجل التعديلات الدستورية في ماليزيا.

## وضع الحرية الدينية
تدعم الحكومة بشكل عام المؤسسة الدينية الإسلامية وهي السياسة الرسمية لبث القيم الإسلامية في إدارة البلاد.
ومع هذا، يُعتبر يوم الأحد (العطلة التقليدية المسيحية) عطلة رسمية في عشرة من الولايات الثلاثة عشر. على عكس الدول الإسلامية في الشرق الأوسط. وهذا يعود إلى أيام الاستعمار البريطاني عندما بدأ البريطانيون في جلب المهاجرين غير المسلمين إلى البلاد.
بالنسبة للأطفال المسلمين، يعد التعليم الديني وفقًا لمناهج معتمدة من الحكومة إلزامياً في المدارس العامة. ولكن لا توجد قيود على التعليم المنزلي، على الرغم من أن المدارس الابتدائية إلزامية.
تتضمن الأعياد الرسمية في البلاد إضافة للأعياد الإسلامية مناسبات بوذية وهندوسية ومسيحية.
لا يعترف باليهودية في ماليزيا، وما يتصل بها من الصهيونية أو الصلوات لدولة إسرائيل أو حتى إعادة بناء القدس كما هي في العميدة في اليهودية التقليدية أو الأرثوذكسية كلها ممارسات غير شرعية. ينطبق القانون نفسه على غير اليهود الذين ينظمون تجمعات للصلاة لنفس السبب الذي يُتهم أيضاً بتعزيز «الثقافة اليهودية». يمكن توجيه الاتهام للأفراد الذين يعبرون عن دعمهم لدولة إسرائيل علانية بموجب المادة 4 (1) (أ) من قانون الفتنة. ينص قانون الفتنة على غرامة قصوى قدرها 5000 رينغيت ماليزي أو عقوبة السجن لمدة ثلاث سنوات لمرتكب الجريمة لأول مرة وترفع عقوبة السجن إلى خمس سنوات في حال التكرار.

### الجهود للتوفيق بين الأديان في ماليزيا
بدأت لجنة حقوق الإنسان (Suhakam) في نيسان عام 2002 حواراً بين الأديان يهدف إلى تعزيز التفاهم والاحترام الأفضل بين الجماعات الدينية المختلفة في البلاد. وكان من بين المشاركين ممثلون عن وزارة التنمية الإسلامية الماليزية ورابطة العلماء الماليزيين والمجلس الاستشاري الماليزي للبوذية والمسيحية والهندوسية والسيخية (MCCBCHS).

## اعتناق الإسلام

### الزواج والطلاق
يجب على الشخص غير المسلم الذي يرغب في الزواج من شخص مسلم أن يعتنق الإسلام لكي يكون الزواج قانونياً. الزواج بين اثنين من غير المسلمين (زواج القانون المدني) ومع اعتناق أحد الزوجين للإسلام لاحقاً لا يبطل الزواج.

### الاعتناق الطوعي للقاصرين
يُسمح باعتناق الديانات الأخرى في ماليزيا بمجرد بلوغ المرء سن الرشد. ولا يجوز للقاصر أن يعتنق ديانة أخرى دون إذن صريح من ولي أمره كما هو موضح في قانون الوصاية على الأطفال (1961) والدستور الاتحادي (المادتان 11 (1) و 12 (3) و (4)).

### الاعتناق التلقائي للقاصرين بعد الاعتناق الأبوي
أقرت ولاية سيلانغور تعديلاً قانونياً في عام 1989 مفاده أنه إذا اعتنق شخص بالغ الإسلام فإن أطفاله يعتنقون الإسلام تلقائياً. لكن بعد احتجاجات عامة أزيل القانون بهدوء بسبب عدم إدراجه في التعديلات المستقبلية على مشروع قانون الولاية.

## الارتداد عن الإسلام
يلاقي المسلمون الذين يودون تغيير ديانتهم عقبات كبيرة. بالنسبة للملايو، لا يزال حق تغيير الدين جدلياً، والعملية القانونية أيضاً غير واضحة، لذا عملياً من الصعب أن يغير المسلم دينه قانونياً.
وقد قضت المحكمة العليا في عام 1999 بأن المحاكم العلمانية ليس لها صلاحية للنظر في طلبات المسلمين لتغيير الديانة. فوفقاً للحكم فإن تغيير الديانة الإسلامية سيتم عن طريق المحاكم الإسلامية فقط.
أعلنت الحكومة في عام 1998 أن المرتدين عن الإسلام لن يعاقبوا قانونياً طالما أنهم لا يشهرون بالإسلام، لكنها لم توضح إن كان ترك الإسلام بحد ذاته إهانة للإسلام أم لا.
التفسير العام لحرية الدين كما هو موضح في الدستور في ماليزيا هو أن الشخص لديه الحق في ممارسة دينه بحرية. لكن هذه الحرية لا تمنح أي شخص الحق في تغيير دينه «في نزوة وهوى». فيجب أن يحصل المسلم الذي يريد اعتناق ديانة أخرى على إذن صريح من محكمة الشريعة. ونادراً ما توافق محاكم الشريعة على مثل هذه الطلبات، إلا في الحالات التي يكون فيها الشخص قد عاش بالفعل حياته كلها كشخص ينتمي إلى ديانة مختلفة، ويريد فقط تغيير المستندات الرسمية لتعكس هذه الحقيقة. التفسير الإسلامي للوضع هو أن المحاكم الشرعية وحدها هي التي يمكنها أن تقرر من هو المسلم ومن هو غير المسلم. لا يتمتع الشخص بهذه الحرية وبالتالي لا يمكن أن يكون له رأي في الحكم الصادر عن محكمة الشريعة.

### الردة بموجب قانون الولاية
ماليزيا دولة فيدرالية؛ ما يجعل بعض الأمور خاضعة لقانون الولاية ذاته ومنها الردة عن الإسلام.

## التبشير بالمسيحية
رغم أن الدستور الماليزي لا يمنع التبشير لكنه ممنوع في عشر ولايات من الولايات الثلاث عشرة، وقد يقود إلى حكم بالسجن وقد يصل إلى الجلد. يضع معظم المسيحيين وبعض المجموعات الدينية الأخرى في ماليزيا تنويهاً في مجال الأدب والإعلانات نصه «لغير المسلمين فقط».

## اضطهاد المسلمين غير السنة
وفقاً للإحصائيات الحكومية، هناك 40 ألف شيعي في ماليزيا، والأرقام غير الرسمية تشير إلى ما يفوق 300 ألف، يتعرض الشيعة لكثير من الاضطهاد من قبل السلطات الدينية الحكومية. وقد أصدرت لجنة الفتوى للشؤون الدينية عام 1996 فتوى بأن الإسلام الشيعي محرف، بالتالي منع الشيعة من نشر معتقداتهم أو توزيع أي مصادر إلكترونية أو مطبعية تتحدث عنهم. والمثير للاهتمام أن هذه الفتوى قد ألغت فتوى سابقة في عام 1984 من نفس اللجنة تعد فيها الشيعية مقبولة في ماليزيا.
أصدر مجلس سيلانغور الإسلامي الديني في ماليزيا في نيسان عام 2009 رسالة يحظر فيها على أعضاء الطائفة الأحمدية الإسلامية إقامة صلاة الجمعة في مسجدهم المركزي. وعدم امتثال الأحمديين لذلك سيؤدي إلى عقوبة السجن لمدة تصل إلى عام و/ أو غرامة تصل إلى 3000 رينغيت ماليزية. ووضع تنويهًا كبيرًا خارج المسجد والذي يذكر (قادياني بوكان عجمة إسلام) والذي يترجم إلى قادياني [الأحمدية] ليس ديناً إسلامياً.

## التمييز ضد الملحدين
تعرضت الدولة لانتقادات من منظمات حقوق الإنسان بسبب التمييز ضد الملحدين. أعلن الوزير شهيدان قاسم في آب عام 2017 أن «الإلحاد يخالف الدستور وحقوق الإنسان الأساسية» في ماليزيا لأنه «لا يوجد نص يقر الإلحاد» في الدستور. أراد شهيدان ملاحقة الملحدين والجماعات الملحدة. وقد صرح أيضاً بالقول: «نحن بحاجة إلى استعادة الإيمان مرة أخرى، خاصةً بالنسبة للمسلمين. في الواقع هم لا يريدون حقاً أن يكونوا ملحدين، لكنهم يفتقرون إلى المعرفة بالدين ولهذا السبب ينحرفون بسهولة تجاه تعاليم العصر الجديد.». كما صرح أشرف وجدي دوسوكي وهو نائب الوزير المكلف بالشؤون الإسلامية بأنه سيتم التحقيق مع مجموعة جمهورية الإلحاد.

## حرية التعبير

### الأفلام
إن الأفلام السينمائية التي تصور أشخاصًا يعتبرهم الإسلام أنبياء تخضع لرقابة قبل تداولها أو تُحظر عمومًا، لأن تمثيل الأنبياء «حرام» (أي ممنوع) في الإسلام. إحدى الحالات الشهيرة كانت حظر فيلم ذا برينس أوف إيجيبت (أمير مصر) وقتما لم يقبل منتجوه الرقابة المفروضة على شخصية موسيس (موسى في الإسلام).
مع ذلك، في حالة أحدث منها، سُمح بفيلم ذا باشن أوف ذا كرايست (آلام المسيح)، بعد توسّط رئيس الوزراء عبدالله أحمد بدوي، وتحت شروط تحصر مشاهدته بالمسيحيين عن طريق بيع التذاكر عبر شتى الكنائس والمنظمات الكنسية.
في عام 2004، رفضت الرقابة فيلم سيبيت لياسمين أحمد (وهي نفسها ماليزية مسلمة) وطلبوا حذف مشاهد منه. كانت عشرة من المشاهد موضع اعتراض. من عُدة ما أثار اعتراضهم وتساءلوا عنه في الفيلم كان سبب عدم تصويره أي محاولة لتحويل جيسون (الشخصية الرئيسية الصينية غير المسلمة) إلى الإسلام بعد أن وقع في حب فتاة ماليزية.
في عام 2014، حظرت السلطات الماليزية فيلم نوح المُستقى من الإنجيل متذرّعين بأن الفيلم كان غير إسلامي.

### الصحافة المكتوبة
في يوم 10 ديسمبر من عام 2007، حظرت السلطات الماليزية قسم اللغة الملايوية في صحيفة ذا هيرالد الكاثوليكية الأسبوعية، بسبب استخدامها كلمة «الله»، اسم الرب الذي استخدمه المسيحيون لمئات السنين في البلاد. كانت حجتهم أن كلمة «الله» التي يستخدمها المسيحيون ستشوش المسلمين الماليزيين. في تلك الأثناء، رفعت صحيفة ذا هيرالد قضيةً في بداية ديسمبر عقب إنذارات مفادها أن رخصتها قد تُلغى إن لم تتوقف عن استخدام كلمة «الله» في قسم اللغة الملايوية من الصحيفة. في مقابل قضية ذا هيرالد، حذرت السلطات الأمنية الماليزية في يوم 30 ديسمبر أن رخصة الطباعة خاصتها لن تُجدد إذا ما تابعت استخدام كلمة «الله»، الكلمة التي استمرت الحكومة في حصر استخدامها بالمسلمين فقط.
بدأت الكنيسة الكاثوليكية تحديها قرار الحكومة المضحك بمنع صحيفتها، ذا هيرالد الأسبوعية، من استخدام كلمة «الله» عبر طعن قضائي. جادلت الحكومة سابقًا بأن طلب الكنيسة عابث وحثت المحكمة على رفضه، لكن السيدة القاضية لو بي لان خالفت الحكومة وسمحت بمتابعة طلب الموافقة الذي قدمه مطران الروم الكاثوليك الفخري في كوالا لامبور، داتوك مورفي باكيم، على مقاضاة الحكومة في ما يخص استخدام كلمة «الله». قُدّمت ثلاث نقاط في الدعوى القضائية؛ الأولى كانت إقرار المحكمة أنّ تصرّف الحكومة المتمثل بمنع صحفية ذا هيرالد من استخدام كلمة «الله» غير قانوني وباطل ولاغٍ، والثانية كانت إقرار المحكمة أن المطران بصفته ناشرًا للصحفية مخوّلٌ باستخدام كلمة «الله»، والأخيرة كانت إقرار المحكمة أن كلمة «الله» ليست حصرية للديانة الإسلامية.